# 72. pehotni polk (Avstro-Ogrska)
Za druge 72. polke glejte 72. polk.
72. pehotni polk (izvirno nemško Infanterie-Regiment Nr. 72; dobesedno slovensko: Pehotni polk št. 72) je bil pehotni polk k.u.k. Heera.

## Poimenovanje
- Ungarisches Infanterie Regiment »von David« Nr. 72
- Infanterie Regiment Nr. 72 (1915–1918)

## Zgodovina
Polk je bil ustanovljen leta 1860. 

### Prva svetovna vojna
Polkovna narodnostna sestava leta 1914 je bila sledeča: 51% Slovakov, 28% Madžarov, 20% Nemcev in 1% drugih. Naborni okraj polka je bil v Pozsonyju, pri čemer so bile polkovne enote garnizirane sledeče: Pozsony (štab, I., III., IV. btl) in Teodo (II. bataljon).
Med prvo svetovno vojno se je polk bojeval tudi na soški fronti.
V sklopu t. i. Conradovih reform leta 1918 (od junija naprej) je bilo znižano število polkovnih bataljonov na 3.

## Organizacija
1918 (po reformi)
- 1. bataljon
- 3. bataljon
- 4. bataljon

## Poveljniki polka
- 1865: Vincenz von Abele[7]
- 1879: Franz von Buschmann[8]
- 1908: Josef Straßer von Obenheimer[9]
- 1914: Ernst Wossala[1]